# Briefklemmer

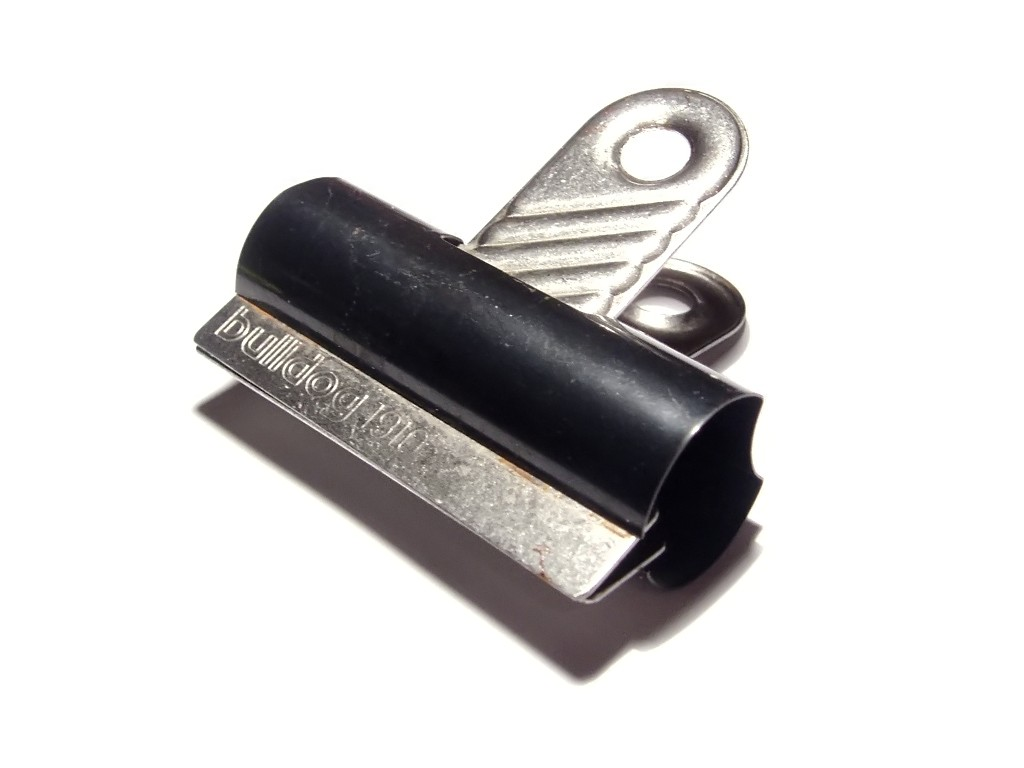
Ein Briefklemmer

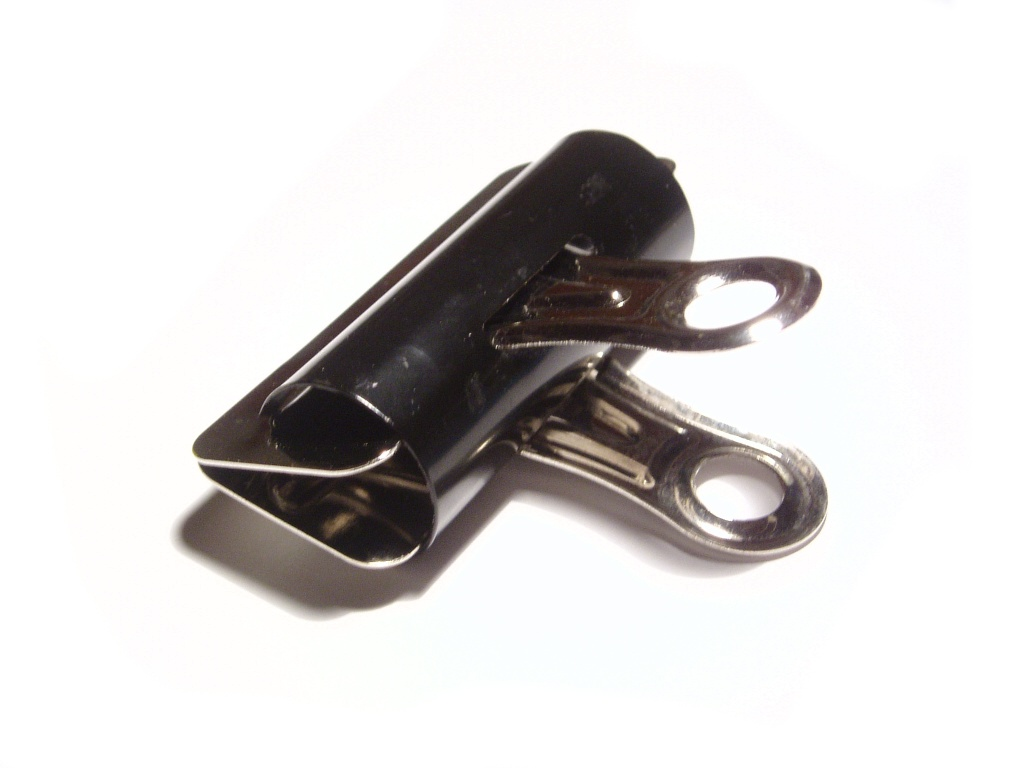
Briefklemmer, andere Bauform

Ein Briefklemmer (auch Bulldog Clip, nach seiner englischen Bezeichnung) ist ein einfaches Gerät, um Papierseiten zusammenzuheften. Es beschädigt das Papier nicht und kann im Gegensatz zu Heftklammern leicht wieder entfernt werden.

## Eigenschaften und Verwendungszweck
Ein typischer Briefklemmer besteht hauptsächlich aus einem Streifen Federstahlblech, der zu einem Zylinder gebogen ist und dessen abgewinkelte Enden im Ruhezustand durch die Federspannung so fest zusammengedrückt werden, dass sie einen kleinen Stapel Papier zusammenhalten können. Durch zwei an der gegenüberliegenden Seite angebrachte Griffe lässt sich der Briefklemmer gegen die Federspannung öffnen und das Papier einlegen oder entnehmen. Meist sind die Griffe am Ende gelocht, um den Papierstapel auch daran aufhängen zu können.
Hauptsächlich finden Briefklemmer im Büro Verwendung. Ähnlich wie Foldback-Klammern dienen sie hauptsächlich dazu, Papierstapel zusammenzuhalten, die zu groß für Heftklammern sind. Da sie jedoch durch ihre starre Bauform bei gleicher Klemmleistung mehr Platz als jene beanspruchen, werden sie im Büroalltag zunehmend von ihnen verdrängt.
Ein Briefklemmer, kombiniert mit einer geeigneten flachen Unterlage, ergibt ein Klemmbrett.